# Mộng Huyền
Mộng Huyền (1919-1997), tên thật là Ngụy Mộng Huyền, là một nhà thơ Việt Nam thời tiền chiến.

## Cuộc đời
Ông sinh năm Kỷ Mùi (1919) ở Huế. Sau khi tốt nghiệp Cao đẳng Tiểu học, khoảng 1941 ông ra Hà Nội học ban Tú tài. Theo Thi nhân tiền chiến (quyển hạ), thì sau đó ông làm thư ký tại Tòa sứ Trung Kỳ và Tòa sứ Sông Cầu ở Phú Yên.
Về nghiệp văn, thì ngay lúc còn đi học, ông đã có thơ đăng trên các báo: Tràng An, Sông Hương... Sau ông tập hợp lại, làm thành tập thơ Rung Động, chưa xuất bản.
Năm 1941, ông và bài thơ Vườn hoang của ông, được Hoài Thanh và Hoài Chân, giới thiệu trong quyển Thi nhân Việt Nam.
Năm 1969, Mộng Huyền lại được giới thiệu trong bộ sách Việt Nam thi nhân tiền chiến, xuất bản tại Sài Gòn. Và theo lời chua trong bộ sách, thì người biên soạn có gửi thư cho mẹ và chị của Mộng Huyền (khi ấy đang ở tại nhà số 184, đường Bạch Đằng, Huế), để hỏi thêm văn thơ ông, nhưng cả hai đều đã trả lời rằng "không biết gì"...
Trong những năm 90 của thế kỉ 20, ông làm việc với tư cách dịch giả viên của Bộ Ngoại giao Việt Nam.
Mộng Huyền mất năm 1997 tại nhà số 50 Hàng Bài, phường Hàng Bài (quận Hoàn Kiếm, Thành phố Hà Nội), sau khi an hưởng tuổi già.

## Sự nghiệp thơ
Hoài Thanh và Hoài Chân, giới thiệu thơ Mộng Huyền như sau:
Thơ Mộng Huyền có đôi ba bài đã đến với tôi như một hơi gió hiền hòa. Tôi nghĩ đến hơi gió ngàn năm vẫn đìu hiu trên sông Hương.
Trong lời thơ hiu hắt một linh hồn yểu điệu và buồn buồn, hay thương người mà cũng rất dễ thương. Nó không tràn ngập, không lấn át hồn ta. Nó chỉ nhẹ nhàng, chỉ âm thầm và e lệ... 
Giới thiệu một bài thơ tiêu biểu của ông:
Vườn hoang
Hôm nay trở lại vườn xưa,
Nén tim rộn rã, ngăn ngừa nhớ thương.
Cỏ lan mặt đất bên đường,
Cành cây nghiên gửi mùi hương bay rồi.
Hình em còn ở hồn tôi,
Sầu em lẩn quất bồi hồi đâu đây...
Rào xiêu, hoa héo, cây gầy
Em từ trần vội một ngày năm xưa.
Vườn hoang, nhà vắng, cây thưa,
Lòng tôi sầu tủi đã vừa mấy xuân!
Ngày kia tôi sẽ từ trần,
Vườn hoang liêu lại mấy lần hoang liêu...
(trích trong "Rung động").